# Pedro Laza
Pedro Laza Gutiérrez (Cartagena de Indias, 2 de diciembre de 1904-Cartagena de Indias, 4 de abril de 1980) fue un compositor y músico colombiano que dirigió su propia orquesta y desarrolló su trabajo en el ámbito del porro y fandango.

## Biografía
Pedro Laza nació en Cartagena en 1904. Desde su adolescencia se inquietó por la música, y esta cultura artística lo llevó en principio a trabajar como aprendiz de artes gráficas en el Diario de la costa. En su trayectoria comenzó a incursionar en el mundo de la música cuando le daba los pasos de Abraham del Valle, para la ejecución de la bandurria, memorizando un buen número de valses y pasillos que poco después fueron el repertorio para su primer conjunto, un tradicional trío de guitarra, tiple y bandola.
En 1932 creó la estudiantina Bolívar, ampliando el formato anterior con la inclusión de piano, flauta y violín, para la interpretación de pasillos, valses, porros y fandangos. En los años 1930, un número creciente de agrupaciones se interesaron por la novedad del jazz. Con mayores conocimientos musicales, y una ascendente carrera, Pedro Laza incursionó en el contrabajo de la mano de su coterráneo Francisco Lorduy. El encanto de aquel sonido orquestal lo llevó a experimentar con trompetas, trombones y saxofones y un nuevo conjunto denominado la orquesta Nueva Granada. En esa época comenzó su relación profesional con el empresario discográfico Antonio Fuentes.
En 1937 se hicieron los primeros registros, alcanzando especial arraigo el sencillo titulada El aguacate. Laza ingresa a la nómina de la orquesta Emisora fuentes y ejerce allí como contrabajista y arreglista. En 1952 forma la Sonora Pelayera, que poco tiempo después pasó a denominarse Pedro Laza y sus Pelayeros, en homenaje a la población de San Pelayo, cuna de porros y fandangos que para el momento se perfilaban como la música nacional.
A mediados de los años cincuenta nació Pedro Laza y sus Pelayeros como un homenaje a San Pelayo, cuna del porro, con el estuvieron grandes exponentes de orquestas del momento como Rufo Garrido, Lalo Orozco, Clímaco Sarmiento, Edrulfo Polo, entre otros, de los cuales ninguno era de San Pelayo. En el extenso itinerario de su carrera musical grabó más de treinta discos con Toño Fuentes entre ellos, el que grabó en el año 1958 el disco “Candela” con el Anacobero Boricua Daniel Santos.
Para 1960 Pedro Laza, sería parte de La Sonora Dinamita, agrupación emprendida por el empresario Toño Fuentes.
El influjo de la música orquestal caribeña fue decisivo para muchas de las nuevas agrupaciones de música tropical colombiana en las décadas centrales del siglo XX. Pedro Laza es comparado con la Sonora Matancera, Benny Moré y Pérez Prado. A la vez, su música evoca el ascenso de la industria discográfica colombiana. 
Pedro Laza falleció en su natal Cartagena de Indias el 4 de abril de 1980.